# Robert Morris University
Die Robert Morris University (RMU) ist eine private Hochschule in Moon Township, im Allegheny County im US-Bundesstaat Pennsylvania. Die Hochschule wurde 1921 gegründet und nach dem britisch-US-amerikanischen Unternehmer Robert Morris (1734–1806) benannt, der zu den Gründervätern der USA gezählt wird.

## Zahlen zu den Studierenden, den Dozenten und zum Vermögen
Im Herbst 2021 waren 3.764 Studierende an der RMU eingeschrieben. Davon strebten 3.005 (79,8 %) ihren ersten Studienabschluss an, sie waren also undergraduates. Von diesen waren 45 % weiblich und 55 % männlich; 1 % bezeichneten sich als asiatisch, 7 % als schwarz/afroamerikanisch, 3 % als Hispanic/Latino und 76 % als weiß. 759 (20,2 %) arbeiteten auf einen weiteren Abschluss hin, sie waren graduates. Es lehrten 350 Dozenten an der Universität, davon 179 in Vollzeit und 171 in Teilzeit. 2020 waren 4608 Studierende eingeschrieben.
Der Wert des Stiftungsvermögens der Universität lag 2021 bei 49,06 Mio. US-Dollar und damit 28,6 % höher als im Jahr 2020, in dem es 38,16 Mio. US-Dollar betragen hatte.

## Sport
Die Mannschaften des Sportprogramms der Hochschule, der Robert Morris Colonials, treten größtenteils in der Horizon League an, die American-Football-Mannschaften treten aber in der Big South Conference, die männliche Hockeymannschaft in Atlantic Hockey, die weibliche Hockeymannschaft in College Hockey America und die weibliche Rudermannschaft in der Metro Atlantic Athletic Conference an.